# John C. Carney Jr.
John Charles Carney (Wilmington, 20 maggio 1956) è un politico statunitense, sindaco di Wilmington dal 2025 ed in precedenza governatore del Delaware dal 2017 al 2025. È stato inoltre membro della Camera dei rappresentanti per lo stato del Delaware dal 2011 al 2017.
Dal 7 gennaio 2025 è sindaco di Wilmington.

## Biografia
Nato nel Delaware in una famiglia di origini irlandesi, Carney studiò al Dartmouth College e successivamente si dedicò alla politica con il Partito Democratico.
Collaboratore del governatore del Delaware Thomas Carper, Carney venne eletto vicegovernatore nel 2000 quando Ruth Ann Minner succedette a Carper e rimase in carica per otto anni. Nel 2008 la Minner fu costretta a lasciare il seggio per i limiti di mandato imposti dalla legge e così Carney si candidò per la carica. Le primarie democratiche furono molto competitive e alla fine Carney venne sconfitto di misura da Jack Markell, che venne poi eletto governatore.
Nel 2010, quando il deputato repubblicano Michael Castle annunciò il suo ritiro per candidarsi al Senato, Carney si candidò per il suo seggio alla Camera dei Rappresentanti e riuscì ad essere eletto, per poi essere riconfermato nelle elezioni successive.
Nel 2016, in contemporanea con le elezioni presidenziali, fu eletto governatore del Delaware, imponendosi sul candidato repubblicano Colin Bonini. È entrato in carica il 17 gennaio successivo.
Sposato con Tracey Quillen, Carney è padre di due figli.